# Jordan EJ14
Der Jordan EJ14 war der Formel-1-Rennwagen von Jordan Grand Prix für die Saison 2004. Er ist eine Weiterentwicklung des Jordan EJ13 aus dem Vorjahr und das insgesamt 14. Fahrzeug von Jordan Grand Prix in der Formel 1.

## Technik
Wie schon in den Vorjahren verwendete Jordan ein Siebenganggetriebe mit zusätzlichem Rückwärtsgang aus eigener Entwicklung. 
Ebenso setzte Jordan beim EJ14 weiterhin Ford-Cosworth-Motoren ein. Es war jedoch nicht der aktuelle Cosworth CR-6 mit der Bezeichnung Ford RS2, den auch Jaguar Racing nutzte. Der Motor war ein Zehnzylinder mit 90 Grad Zylinderbankwinkel und 2998 cm³ Hubraum.

## Sponsoren und Lackierungen
Die Grundfarbe des Autos war wie in den zurückliegenden Jahren Gelb; Front- und Heckflügel, T-Cam sowie Seitenkästen waren schwarz. Hauptsponsor blieb die Tabakmarke Benson & Hedges, die auf beiden Flügeln, der Nase, den Seitenkästen und auf den Fahrerhelmen warb. 
In Ländern, in denen die Werbung für Tabakwaren nicht erlaubt war, wurde der Schriftzug Benson & Hedges teilweise überklebt, sodass „BE ON EDGE“ (engl. für „sei gereizt“, „sei nervös“) zu lesen war oder durch den Teamnamen ersetzt.

## Fahrer
Die Fahrer waren in der Saison 2004 neu. Der Deutsche Nick Heidfeld, der sein Cockpit mit Giancarlo Fisichella bei Sauber tauschte, und der Italiener Giorgio Pantano, der im Vorjahr die Internationale Formel-3000-Meisterschaft bestritten hatte, kamen ins Team. Heidfeld wurde wegen seines Könnens verpflichtet und fuhr alle 18 Saisonrennen. Pantano war ein Paydriver und bekam das Cockpit wegen seiner Sponsorengelder. Beim Großen Preis vom Kanada wurde er durch den Ersatzfahrer Timo Glock ersetzt, nachdem Pantanos Sponsoren nicht die zugesicherten Gelder zahlten. Auch in den letzten drei Rennen wurde Pantano wegen ausbleibender Zahlungen durch Glock ersetzt.